# Carthage, Illinois
Carthage là một thành phố thuộc quận Hancock, tiểu bang Illinois, Hoa Kỳ. Năm 2010, dân số của thành phố này là 2605 người.

## Dân số
Dân số qua các năm:
- Năm 2000: 2725 người.
- Năm 2010: 2605 người.